# Jibou
Jibou là một thị xã thuộc hạt Sălaj, România. Dân số thời điểm năm 2002 là 11277 người.